# Sinaida Bestajewa
Sinaida Bestajewa (ossetisch/russisch Зинаида Бестаева, georgisch ზინაიდა ბესტაევა; * 1967 in Zchinwali, Südossetisches Autonomes Gebiet, GSSR) ist eine georgische Politikerin. Von Dezember 2004 bis Januar 2008 war sie Staatsministerin für zivile Integration Georgiens.

## Leben
Sinaida Bestajewa schloss 1984 die Oberschule N 7 in Zchinwali ab und belegte Kurse zur Buchhaltung in der Leichtindustrie. Ab 1985 studierte sie am Agrarinstitut in Rjasan. Nach dem Studienabschluss arbeitete sie als Sekretärin der Tourismusstation des Transkaukasischen Militärbezirks in Bakuriani.
1991 verließ sie Georgien und lebte in Nordossetien. 1996 wurde sie dort Sozialarbeiterin der Kinderstiftung des UN-Hochkommissars für Flüchtlingsfragen. 2001 bis 2004 war sie Mitarbeiterin des georgischen Einwanderungsamtes. Im August 2004 wurde sie als stellvertretende Staatsministerin zuständig für Regionalpolitik, lokale Selbstverwaltung und die Verbindung zu den Lokalverwaltungen. Im Dezember 2004 wurde sie zur Staatsministerin für zivile Integration Georgiens ernannt. Sie wurde am 31. Januar 2008 nicht in das Kabinett der zweiten Amtszeit Präsident Saakaschwilis übernommen.
Sinaida Bestajewa ist verheiratet und hat zwei Kinder. Sie spricht Russisch und Ossetisch.